# Замок Штауфенек
Замок Штауфенек (нем. Schloss Staufeneck) — замок, расположенный в баварской коммуне Пидинг.

## Исторический обзор

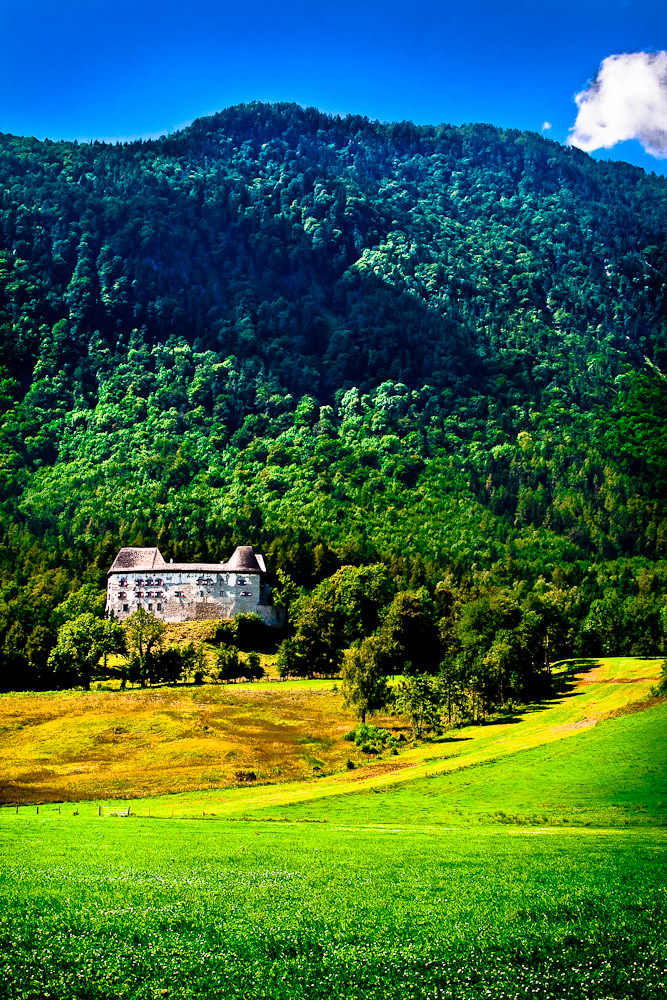
Замок Штауфенек

Замок был возведен в XII веке графами Штауфенек. В 1307 году он перешел в собственность архиепископства Зальцбурга.
В 1503 году архиепископ Леонхард фон Койчах значительно перестроил замок, придав ему современный вид. С 1894 года замок был в частной собственности.
В XX веке здесь был размещен музей. После полной реконструкции здания вновь заселили.
С 2005 года вокруг замка проводят средневековый рынок, своеобразный костюмированный фестиваль.